# Carcere di Grosseto
La casa circondariale di Grosseto, o carcere di Grosseto, è un istituto penitenziario situato nel centro storico di Grosseto, in Toscana.
Il palazzo si trova lungo il lato occidentale di via Saffi, nel segmento che dal bastione Maiano conduce alla Fortezza, di fronte al varco del centro storico costituito dal ponte Amiata. La struttura risale alla metà del XIX secolo e ospita regolarmente detenuti maschi in regime di media sicurezza, con una condanna al di sotto di cinque anni. Nel 2023, a fronte di una capienza regolamentare di quindici posti, la prigione ospitava trentatré detenuti.

## Storia
La costruzione delle carceri cittadine venne decisa con delibera del consiglio comunale di Grosseto del 9 agosto 1852 e approvata dal granduca Leopoldo II di Lorena il successivo 10 settembre con stanziamento di 93 553 lire. Il carcere, costruito nei pressi della cittadella medicea tra il 1855 e il 1858, divenne operativo a partire dal 1856. La via che costeggia lateralmente l'edificio prese il nome di "via delle Carceri" nel 1871.
Inizialmente la struttura era di proprietà di varie comunità, che si riunirono poi nel Consorzio dei comuni della provincia ponendone la gestione alle dipendenze dirette del sindaco di Grosseto. Nel 1881 lo Stato Italiano prese in affitto l'edificio e solo nel 1921 ne divenne proprietario acquistandolo per 548 000 lire.
Nel 1952 la capacità di ricezione del carcere era di novanta detenuti maschi e otto femmine. Quell'anno l'intera struttura venne regolamentata e modernizzata. Di fianco all'edificio, in angolo tra via Saffi e via dell'Unione nel punto in cui sorgevano alcune stalle distrutte dai bombardamenti, fu costruita la palazzina del direttore, dove vennero trasferite la residenza del comandante del carcere e la sezione femminile.

## Descrizione

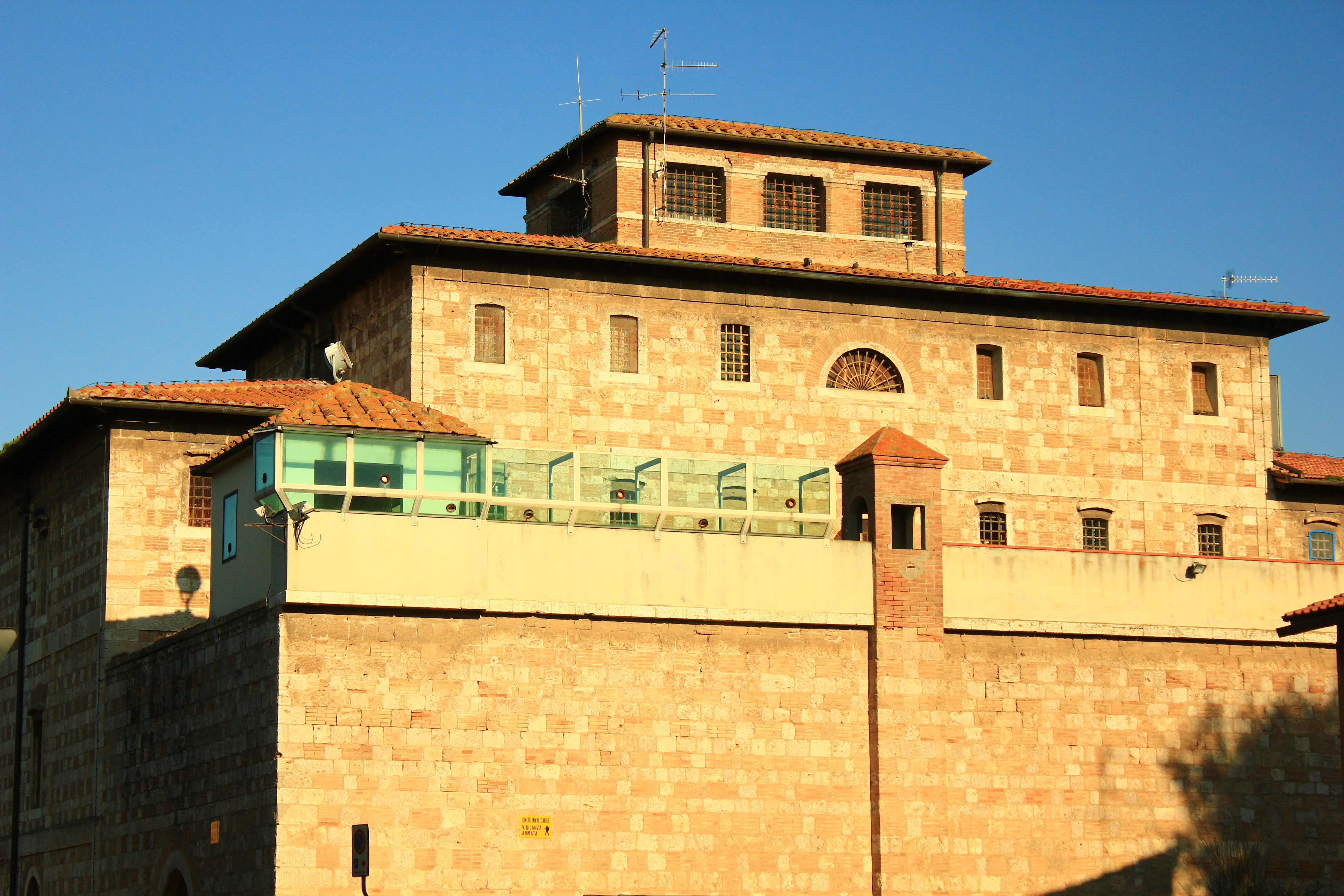
Il retro del carcere

Il palazzo, a pianta rettangolare, si articola su tre piani nel corpo centrale e due piani nelle ali laterali, mentre il tetto, con copertura a falde, è caratterizzato da un'altana. Le facciate presentano murature a vista, la cui alternanza del rosso dei laterizi con il bianco dei blocchi di calcare produce un effetto decorativo. Il primo ordine di finestre al pianoterra, eccetto le due più vicine all'ingresso, presenta lunette con grate a raggiera.
Un portone ligneo con strombatura permette l'accesso al pianoterra dell'edificio, dove si trovano gli uffici amministrativi con spazi di servizio, ufficio comando, immatricolazione, area educativa, la mensa e la sala colloqui. I primi due piani superiori ospitano la sezione detentiva: al primo piano si trovano quattro celle da quattro posti, una cappella, l'infermeria e la cucina; al secondo vi sono due celle da quattro posti, tre celle singole, una sala polivalente, la biblioteca. Il terzo piano, già sezione femminile, è a disposizione degli agenti.
La struttura dispone anche di un cortile interno, circondato da mura.